# Virgin Gorda Recreation Ground
Das Virgin Gorda Recreation Ground ist ein Fußballstadion in Spanish Town auf der Insel Virgin Gorda der Britischen Jungferninseln, Karibik. Es bietet Platz für bis zu 1000 Zuschauer. Der Platz ist mit einem Naturrasen bedeckt. Hauptsächlich nutzt der Fußballverein Virgin Gorda United die Anlage, gelegentlich spielen auch andere Vereine der BVIFA National Football League in der Sportstätte. Früher waren hier die Virgin Gorda Ballstars beheimatet.